# Cupa Moldovei 2003-2004
La Cupa Moldovei 2003-2004 è stata la 13ª edizione della coppa nazionale disputata in Moldavia tra il 1º ottobre 2003 e il 30 maggio 2004 e conclusa con la vittoria dello Zimbru Chișinău, al suo quarto titolo.

## Ottavi di finale
Gli incontri di andata si sono disputati il 1° mentre quelli di ritorno il 22 ottobre 2003.
| Squadra 1              | Totale | Squadra 2              | Andata | Ritorno |
| ---------------------- | ------ | ---------------------- | ------ | ------- |
| Olimpia Bălți          | 0 - 6  | Zimbru Chișinău        | 0 - 4  | 0 - 2   |
| Unisport-Auto Chișinău | 7 - 4  | Rosso Floreni          | 3 - 1  | 4 - 3   |
| Dacia Chișinău         | 11 - 0 | FC Floresti            | 9 - 0  | 2 - 0   |
| Energetic Dubasari     | 1 - 2  | Agro-Goliador Chișinău | 0 - 1  | 1 - 1   |
| Slobozia Mare          | 0 - 7  | Nistru Otaci           | 0 - 4  | 0 - 3   |
| Steaua Chișinău        | 0 - 9  | Sheriff Tiraspol       | 0 - 3  | 0 - 6   |
| FC Tiraspol            | 12 - 1 | FCA Victoria Chișinău  | 7 - 0  | 5 - 1   |
| Dinamo Bender          | 3 - 2  | Tiligul-Tiras Tiraspol | 2 - 1  | 1 - 1   |

## Quarti di finale
Gli incontri di andata si sono disputati il 5 mentre quelli di ritorno il 13 novembre 2003.
| Squadra 1              | Totale | Squadra 2              | Andata | Ritorno |
| ---------------------- | ------ | ---------------------- | ------ | ------- |
| FC Tiraspol            | 0 - 2  | Zimbru Chișinău        | 0 - 0  | 0 - 2   |
| Dacia Chișinău         | 2 - 0  | Agro-Goliador Chișinău | 1 - 0  | 1 - 0   |
| Unisport-Auto Chișinău | 0 - 4  | Sheriff Tiraspol       | 0 - 2  | 0 - 2   |
| Dinamo Bender          | 1 - 6  | Nistru Otaci           | 0 - 3  | 1 - 3   |

## Semifinale
Gli incontri di andata si sono disputati il 4 mentre quelli di ritorno il 14 aprile 2004.
| Squadra 1        | Totale | Squadra 2       | Andata | Ritorno |
| ---------------- | ------ | --------------- | ------ | ------- |
| Dacia Chișinău   | 1 - 2  | Zimbru Chișinău | 0 - 1  | 1 - 1   |
| Sheriff Tiraspol | 4 - 2  | Nistru Otaci    | 3 - 1  | 1 - 1   |

## Finale
La finale fu disputata il 30 maggio 2004.
| Chișinău 30 maggio 2004                                                                   | Sheriff Tiraspol | 1 – 2                               | Zimbru Chișinău | Stadionul Republican (5.000 spett.) |
| \| \| \| \| \| Sergei Kuznetov 45’ \| Marcatori \| 1’ Vitaly Manoliu 65’ Maxim Frantuz \| |                  |                                     |                 |                                     |
|                                                                                           |                  |                                     |                 |                                     |
| Sergei Kuznetov 45’                                                                       | Marcatori        | 1’ Vitaly Manoliu 65’ Maxim Frantuz |                 |                                     |